# 藤原師保
藤原 師保（ふじわら の もろやす）は、平安時代中期の貴族。藤原北家、摂政関白太政大臣・藤原忠平の三男。位階は従五位下。

## 経歴
忠平の二男・師輔が延喜8年（908年）12月17日生まれで、四男・師氏が延喜13年（913年）正月7日頃の生まれであり、忠平の日記（『貞信公記』）延喜10年（910年）7月7日条に忠平家で出産があったことが記されている事から、師保の生年月日は延喜10年7月7日と推測される。
師保の所伝は、『尊卑分脈』に「従五下、出家」とのみあり、法名・没年等の詳細な経歴は不明である。また、『栄花物語』の忠平の子息を紹介する段において、経歴がはっきりしないと記されている事から、若くして出家した事と想定される。